# Petra Gabriele Dannehl
Petra Gabriele Dannehl (* 21. Januar 1948 in Leipzig; † 24. Januar 2020 in Hamburg) war eine deutsche Gebrauchsgrafikerin und Malerin.

## Leben
Petra Gabriele Dannehl wuchs nach der Geburt in Leipzig in Hamburg und Davos in der Schweiz auf. In Hamburg studierte sie Gebrauchsgrafik und Malerei. Seit 1986 war sie als freischaffende Künstlerin in Hamburg und im Tessin (Schweiz) tätig. 
Ihre Werke befinden sich in öffentlichen und privaten Sammlungen. Darunter in: Hamburger Sparkasse, HSH Nordbank, Signal Iduna.

## Werk
Ihre Bilder zeigen oftmals rätselhafte Szenen, in denen Personen zwar gesichtslos erscheinen, aber dennoch über eine Identität verfügen. Sie stehen im Dialog zu anderen Personen, durch ihre Bewegungen oder durch das Verschmelzen mit der Masse. Durch ihre besondere Maltechnik schafft es Petra Gabriele Dannehl, den Betrachter von seinem bisherigen Bildverständnis abzulenken, um somit zu neuen Assoziationen zu gelangen.
Die Figuren im Werk von Petra Gabriele Dannehl bewegen sich in einem Zwischenreich von Realität und Traum. Assoziationen aus der Traumwelt finden ihre Entsprechung in der schemenhaften Gestaltungsweise. Die Unschärfe der Bildwirkung, aus der fiktive Landschaften herauswachsen, erscheint dabei in allen Bildern als gestalterisches Prinzip und kontrastiert mit der realistisch gemalten Figur. Eingefügte Fotokopien irritieren gewohnte Sehweisen und spielen mit dem Begriff von Bild und Abbild. Durch den Einsatz von Schrift als optische Gebärde verweben sich Darstellung und Hintergrund mit gestischer Malstruktur. Dabei kann der Mensch im Werk der Künstlerin explizit zum Sujet werden oder indirekt seine Spuren hinterlassen.

## Publikationen
- Petra Gabriele Dannehl, 2012
- Galleria Sacchetti, 2009
- Petra Gabriele Dannehl, 2006

## Ausstellungen (Auswahl)
- 2018: Galerie-W, Hamburg: Looking for Magic
- 2017: Galleria Sacchetti, Ascona, Schweiz
- 2014: Galerie Schimming, Hamburg
- 2013: Fabrik der Künste, Hamburg „Im Dialog“
- 2010: Barlachgesellschaft, Güstrow „Mensch und Umwelt“
- 2009: Kunsthaus Hamburg „Was ist wichtig“
- 2007: Galleria Sacchetti Ascona, Schweiz, (seitdem immer wieder)
- 2005: Reemtsmapark, Hamburg „Kunst zu Gast“
- 2005: BbK-Jahresausstellung, Hamburg, Kunsthaus, u. a. mit Ralf Jurszo
- 2004: Deutsche Richterakademie, Schloss Wustrau
- 2003/06: Galerie Tobias Loeffel, Basel